# Ameiurus

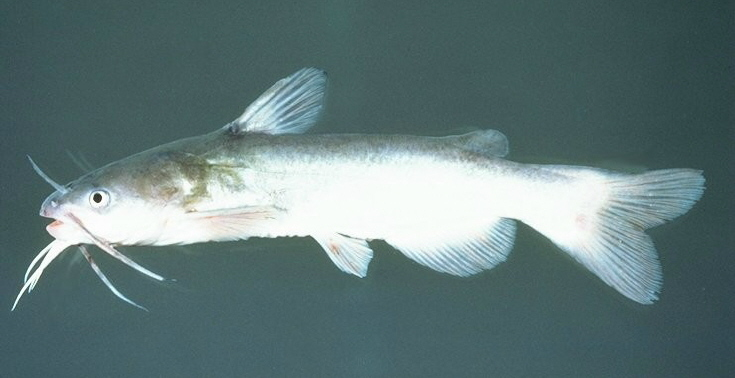
Ameiurus catus

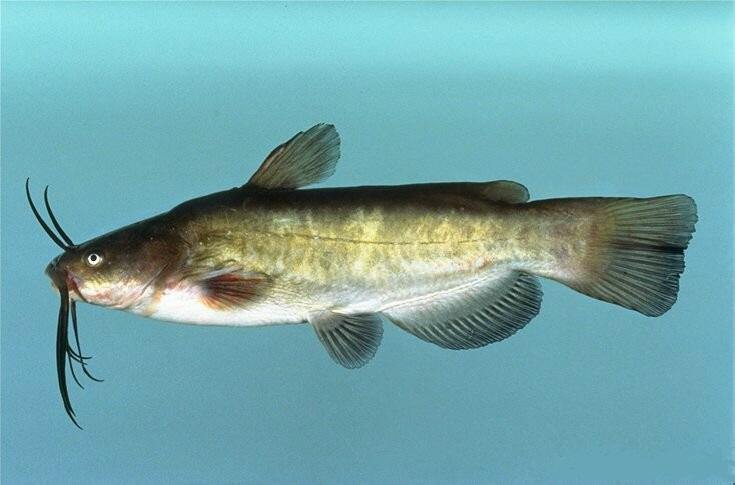
Peix gat bru (Ameiurus nebulosus)

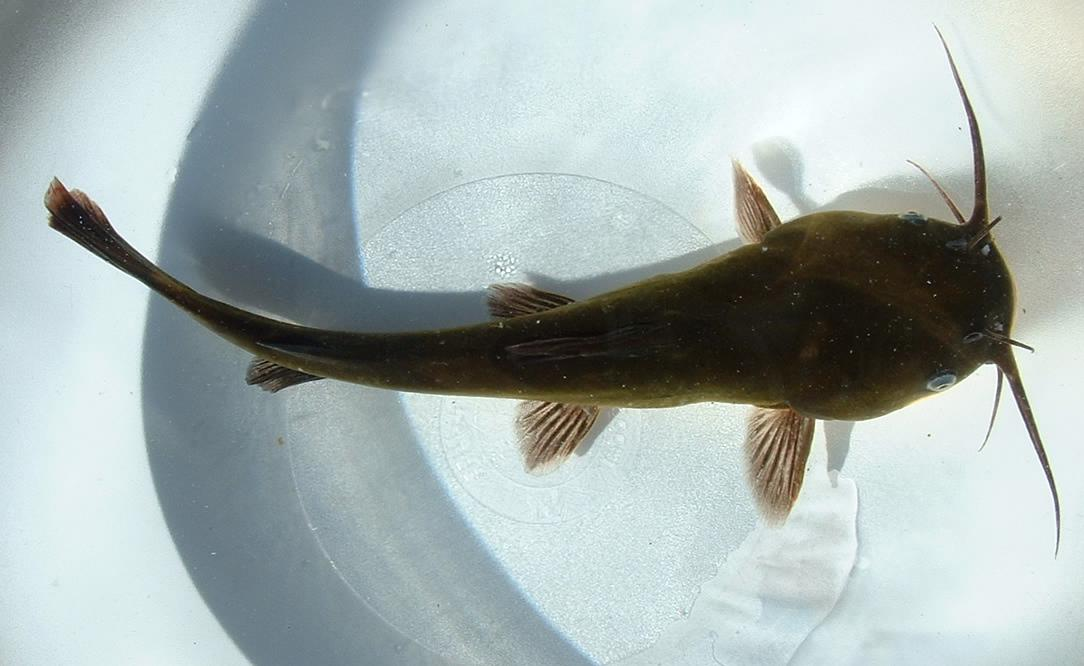
Ameiurus melas

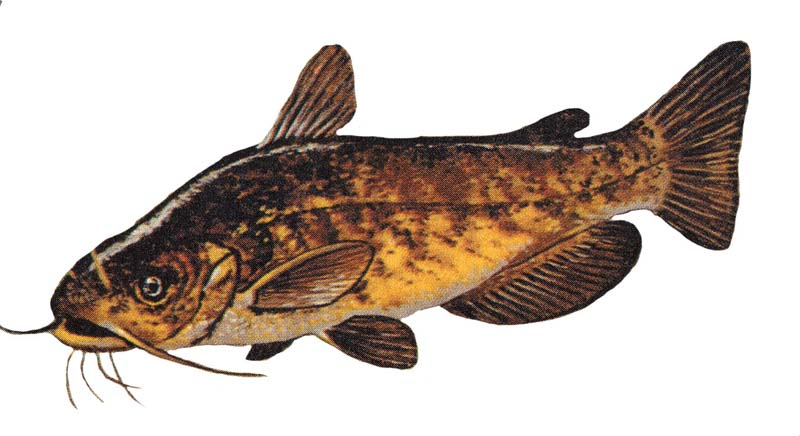
Peix gat bru (Ameiurus nebulosus)

Ameiurus és un gènere de peixos de la família dels ictalúrids i de l'ordre dels siluriformes.

## Distribució geogràfica
Es troba a Nord-amèrica.

## Taxonomia
- Ameiurus brunneus (Jordan, 1877)[4]
- Ameiurus catus (Linnaeus, 1758)[5][6]
- Ameiurus melas (Rafinesque, 1820)[7][8]
- Ameiurus natalis (Lesueur, 1819)[9][10]
- Peix gat bru (Ameiurus nebulosus) (Lesueur, 1819)[9]
- Ameiurus platycephalus (Girard, 1859)[11]
- Ameiurus serracanthus (Yerger & Relyea, 1968)[12][13][14][15][16][17][18][19][20]